# Symplicja
Symplicja – imię żeńskie pochodzenia łacińskiego, od łac. simplex – „prosty, uczciwy”. Patronką tego imienia jest św. Symplicja z Nicei.
Symplicja imieniny obchodzi 14 kwietnia.
Męskie odpowiedniki: Symplicjusz, Symplicy.